# José Sabre Marroquín

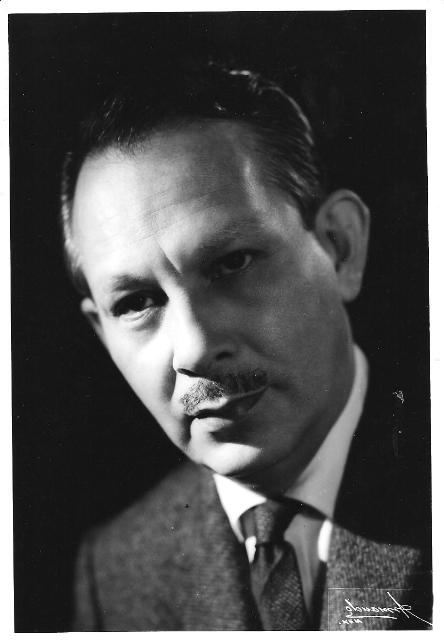
José Sabre.

José Sabre Marroquín (San Luis Potosí, 8 de diciembre de 1909 - 20 de septiembre de 1995) fue un compositor y director de orquesta mexicano. Fue socio fundador de la Sociedad de Autores y Compositores de México.

## Biografía
Desde muy temprana edad se inició en la música y destacó por su producción prolífica y la variedad de su trabajo, tanto en la música popular como en la clásica, que al final de su vida registra más de 150 composiciones y 150 más inéditas. Creó música para concierto y musicalización para cine. Durante 23 años fue director musical y de orquesta de la Revista Musical Nescafé, uno de los programas pilares de la televisión mexicana, fungió como representante y asesor artístico de este programa al que cubrió con su talento y su conocimiento musical. De 1943 a 1965 tuvo bajo su dirección artística varios de los programas estelares de la XEW AM. Pionero de la Sociedad de Autores y Compositores de México, donde a partir de 1953 ocupó diversos cargos con gran iniciativa. Participó como director musical de los Juegos Olímpicos de 1968 y de los Juegos Panamericano de 1975, ambos realizados en México. Además compuso las fanfarrias y el himno oficial para estos juegos, con la colaboración del Ricardo López Méndez el Vate. En 1937 realizó una gira por toda Sudamérica y las Antillas acompañando al piano y con gran orquesta al cantante José Mojica. En esta gira, y con letra de Mojica, compuso Nocturnal canción que hoy en día forma parte del repertorio clásico bolerístico y es conocida internacionalmente. De hecho, se le otorgó el Grammy a Charlie Haden por su disco Nocturne que, entre otras canciones contiene Nocturnal. También hizo un disco llamado" Land of the Sun" incluyendo 8 temas de Sabre con el cual le fue otorgado otro Grammy en el año de 2004.

### Los inicios
El 8 de diciembre de 1909, Julia Marroquín Alonso y José Sabre Montiel recibieron en su hogar al pequeño José quien desde su nacimiento creció en un ambiente musical bajo la tutela de su padre, conocido director de orquesta y pianista. Posteriormente llegaron al hogar de Julia y José dos varones más, Manuel y Jesús. Cuando cumplió 5 años inició el estudio formal de la música con su progenitor y a los seis años comenzó a tocar la batería en un conjunto dirigido por su papá y que ponía fondo a las películas mudas proyectadas en el teatro Othón y después en el teatro O´Farrill. A los 8 años debutó como solista en los Jueves Azules del teatro O´Farrill tocando el xilófono. Además de la formación que recibió de su padre, tomó clases con los maestros potosinos Antonio Rodríguez y Gabriel Arriaga. Fue a la edad de 13 años cuando tomó la dirección del conjunto de su padre al dedicarse este al comercio. Tenía 21 años cuando lo contrataron en Monterrey para dirigir la Orquesta de Jazz del casino de Monterrey, ahí permaneció un año para regresar después a San Luis Potosí donde conoció a Gonzalo Curiel quien andaba de gira acompañando al Dr. Alfonso Ortiz Tirado. Curiel convenció a José Sabre Marroquín para que tomara su lugar en la gira y fue así como el joven músico potosino realizó su primera gira por la República Mexicana, Centroamérica y el sur de los Estados Unidos hasta California. A fines de 1932 comenzó a laborar en la estación de radio XEW. En 1935 da a conocer sus primeras canciones grabándolas en RCA Victor con la participación de artistas como Juanito Arvizu, Pedro Vargas, Chucho Martínez Gil y Emilio Tuero, entre otros, acompañados con la orquesta que para entonces ya había formado José Sabre Marroquín.

### Trayectoria artística
José Sabre Marroquín llega a la Ciudad de México en la década de los años treinta y tiene la oportunidad en esta ciudad de continuar sus estudios de música con el maestro Rodolfo Halffter.